# Cnemaspis girii
Espèce
Cnemaspis girii est une espèce de geckos de la famille des Gekkonidae.

## Répartition
Cette espèce est endémique du Maharashtra en Inde.

## Étymologie
Cette espèce est nommée en l'honneur de Varad B. Giri.

## Publication originale
- Mirza, Pal, Bhosale & Sanap, 2014 : A new species of gecko of the genus Cnemaspis Strauch, 1887 from the Western Ghats, India. Zootaxa, no 3815 (4), p. 494–506.